# Hide TRIBUTE II Visual SPIRITS
『hide TRIBUTE II Visual SPIRITS』（ヒデ・トリビュート・ツー・ヴィジュアル・スピリッツ）は、hideの2作目のトリビュート・アルバム。2013年7月3日に徳間ジャパンコミュニケーションズから発売された。

## 概要
1998年5月2日に急逝した日本の音楽家でX JAPANのギタリストであるhideへの追悼の意を込め、トリビュート・アルバム"SPIRITS"がソロ活動20周年を記念して14年ぶりに復活。第2作はヴィジュアル系歌手による作品。第3作『hide TRIBUTE III Visual SPIRITS』と同日発売。

## 収録曲
全作詞・作曲：hide
1. TELL ME （heidi.）
2. DICE （摩天楼オペラ）
3. OBLAAT （GOTCHAROCKA）
4. D.O.D.[DRINK OR DIE] （柩 from NIGHTMARE）
5. ピンク スパイダー （Sadie）
6. ever free （defspiral）
7. DOUBT （machine）
8. HURRY GO ROUND （CELL）
9. MISERY （DaizyStripper）
10. Beauty & Stupid （DOPPEL）
11. DAMAGE （THE KIDDIE）
12. Junk Story （UNDER CODE PRODUCTION LAST COLLABORATION「D・N・A」）
13. 50% & 50% （Mix Speaker's,Inc.）